# همایاک بدیان
همایاک گورگنی بدیان (ارمنی: Հմայակ Գուրգենի Բդեյան؛ زادهٔ ۲۸ دسامبر ۱۹۲۵ - درگذشته ۶ اکتبر ۲۰۱۷) نقاش اهل ارمنستان بود.

## زندگی‌نامه
وی در ۲۸ دسامبر ۱۹۲۵ در تفلیس به دنیا آمد و از آکادمی دولتی هنر تفلیس و آکادمی دولتی هنرهای زیبای ارمنستان فارغ‌التحصیل گشت. وی برنده جوایزی همچون نشان جنگ میهنی درجه دو، نقاش شایسته ارمنستان شوروی (۱۹۶۷), نقاش مردمی ارمنستان شوروی (۱۹۸۵) و مدال موسس خورناتسی (۲۰۱۶) است. عضو اتحادیه نقاشان ارمنستان بود. وی در ۶ اکتبر ۲۰۱۷ در سن ۹۱ سالگی در ایروان درگذشت.